# Costa Toscana
Die Costa Toscana ist ein Kreuzfahrtschiff der Reederei Costa Crociere, das 2021 fertiggestellt wurde. Sie ist das Schwesterschiff der 2019 in Dienst gestellten Costa Smeralda. Wie diese kann sie mit Flüssigerdgas (LNG) betrieben werden.

## Geschichte
Im März 2015 vereinbarten die Carnival Corporation, die Muttergesellschaft von Costa Crociere, und die Meyer Werft den Bau von vier Schiffen der Helios-Klasse. Diese Absichtserklärung wurde am 15. Juni desselben Jahres in eine feste Bestellung umgewandelt. Ende Juli wurde bekannt, dass zwei der Schiffe für Costa Crociere in Dienst gestellt werden würden. Mit dem ersten Stahlschnitt als formellem Baubeginn auf der Werft Meyer Turku wurde Ende Juli 2019 der Name Costa Toscana für das zweite der Costa-Schiffe bekanntgegeben. Das Schiff misst eine Länge von 337 Metern und eine Breite von 42 Metern. Daraus ergeben sich 19 Decks, wobei den Passagieren 12 davon zugänglich sind. Dies entspricht einer vollumfänglichen Vermessung von 186.364 BRZ.
Der Bau begann am 30. Juli 2019 mit der Zeremonie des ersten Stahlschnitts. Die Kiellegung fand Anfang Februar 2020 statt, wobei die Jungfernfahrt für den 28. Juni 2021 angesetzt war.
Das Schiff wurde schließlich am 2. Dezember 2021 an die Reederei abgeliefert, die Jungfernfahrt begann am 5. März 2022.
Das Schiff wurde am 16. Juni 2022 in Barcelona von der spanischen Sängerin Chanel Terrero Martinez getauft, die im selben Jahr für Spanien den dritten Platz beim Eurovision Song Contest belegt hatte.